# Кривов'язов Микола Володимирович
 Микола Володимирович Кривов'язов — солдат Збройних сил України, учасник російсько-української війни, що загинув у ході російського вторгнення в Україну в 2022 році.

## Життєпис
Микола Кривов'язов народився 1995 року в селі Скригове (з 2020 року — Мар'янівської селищної ради) Луцького району на Волині. Після закінчення загальносвітньої школи в рідному селі працював у Луцьку на будівництві. У перший день повномасштабного військового вторгнення РФ в Україну пішов на захист України. Обіймав військову посаду зв'язкового управління мінометної батареї 14-тої окремої механізованої бригади імені князя Романа Великого. Загинув хоробрий воїн 26 березня 2022 року на Миколаївщині. Чин прощання із загиблим Миколою Кривов'язовим відбувся 31 березня 2022 року в рідному селі де його й поховали.

## Родина
У загиблого залишилися дружина та маленький син.

## Нагороди
- Орден «За мужність» III ступеня (2022, посмертно) — за особисту мужність і самовіддані дії, виявлені у захисті державного суверенітету та територіальної цілісності України, вірність військовій присязі [4].